# Acetilcolinesterază

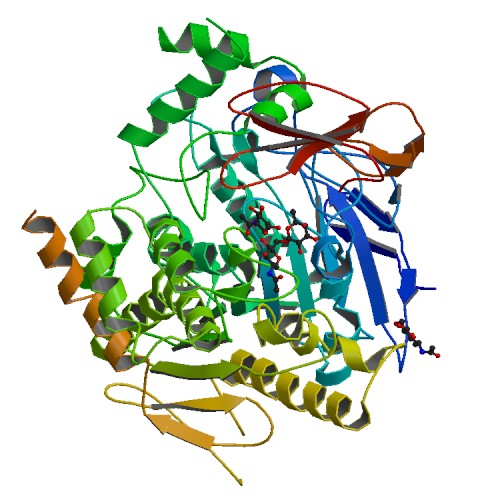
Structura acetilcolinesterazei

Acetilcolinesteraza sau acetilhidrolaza (AChE, EC 3.1.1.7) este principalul tip de colinesterază din organism. Este o enzimă ce catalizează hidroliza acetilcolinei și a altor esteri de colină care au rol de neurotransmițători, la anion acetat și colină liberă. Se regăsește în principal în joncțiunea neuromuscular și în sinapsele chimice colinergice.
Procesul de hidroliză a acetilcolinei poate fi reprezentat astfel: